# Schwingmühle

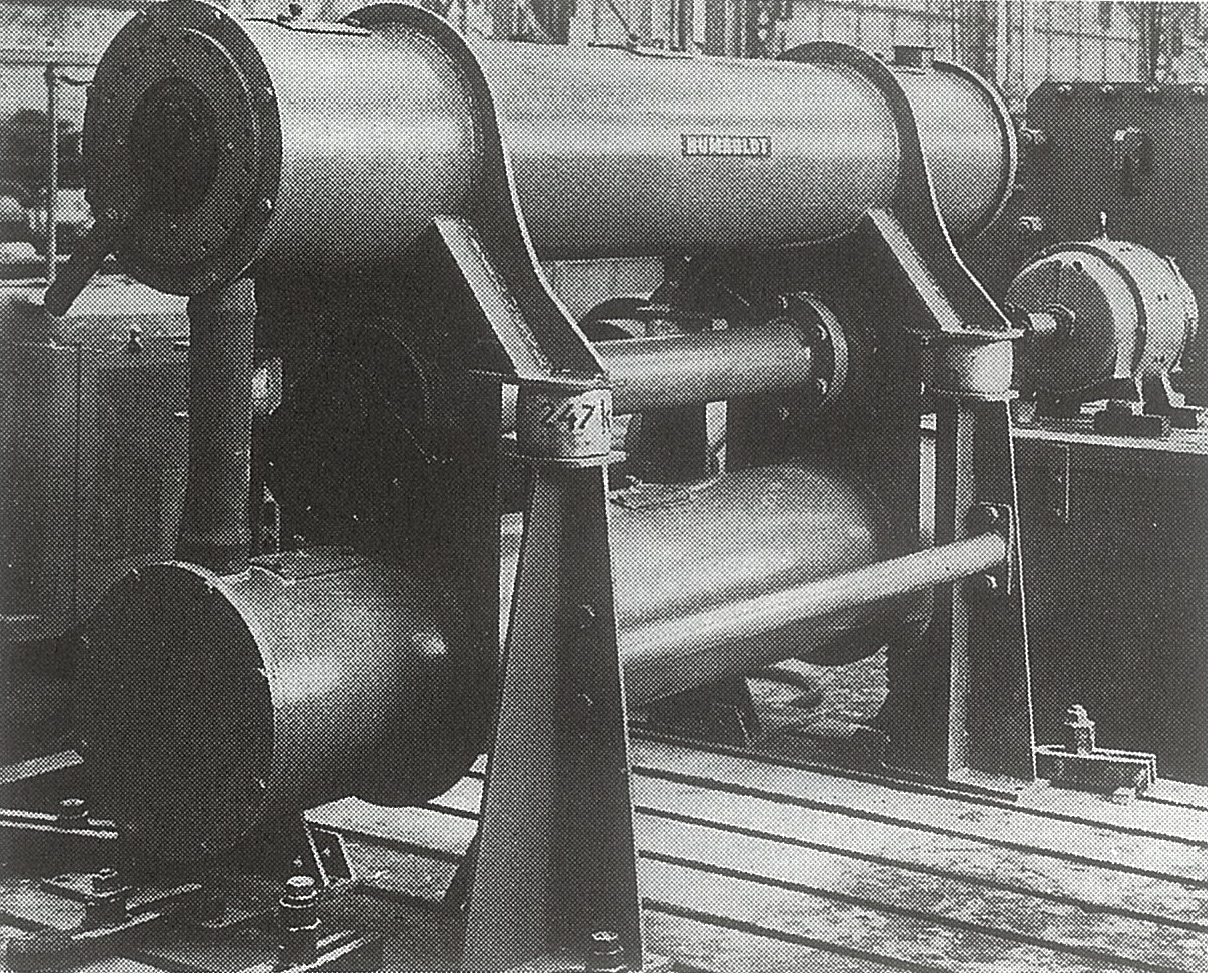
Zweirohrschwingmühle Palla U für
kontinuierliche Mahlung, Bauart Humboldt

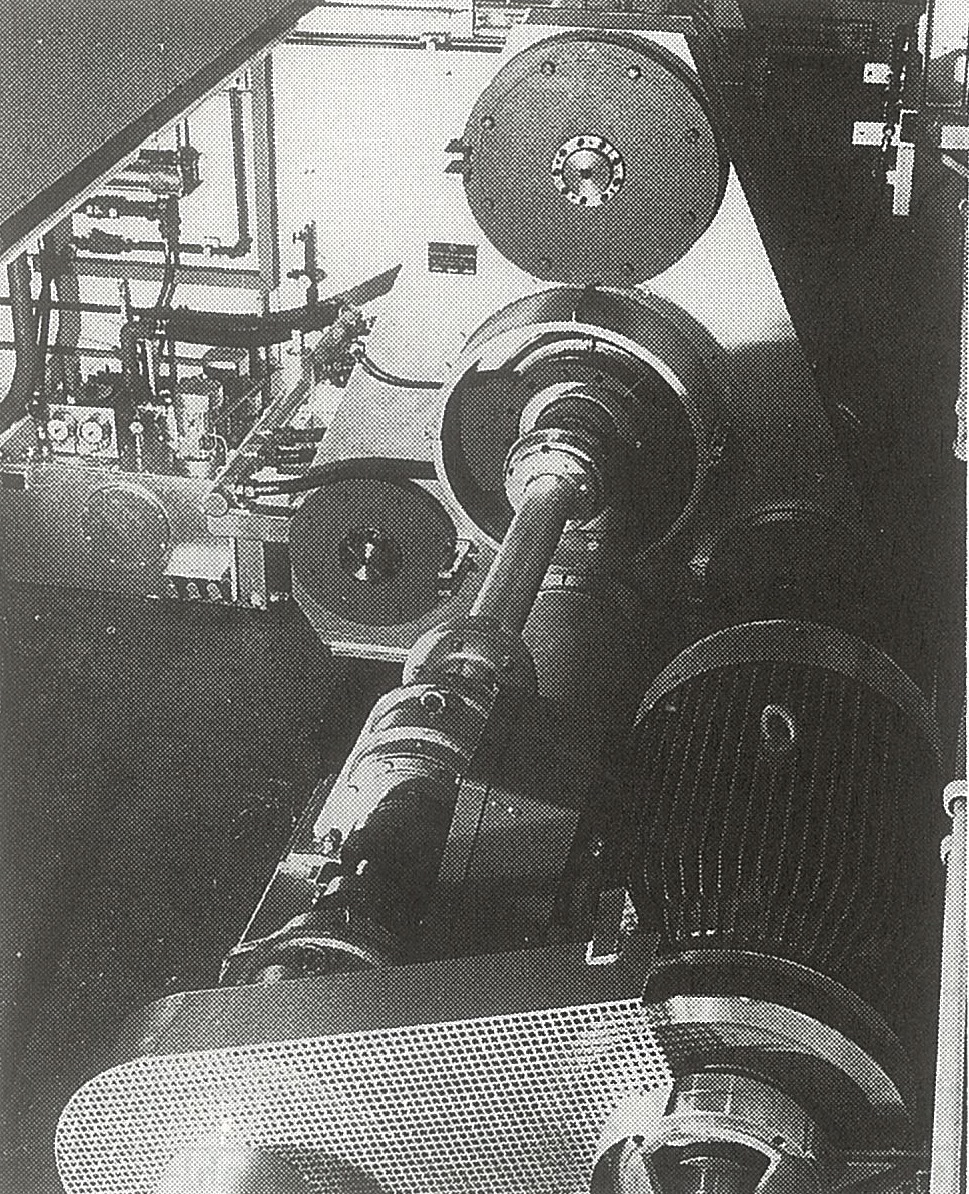
Schwingmühlen-Versuchsstand (Dreirohrschwingmühle) Mahlrohrdurchmesser 1 × D = 500 mm (oben) und 2 × D = 350 mm (unten)

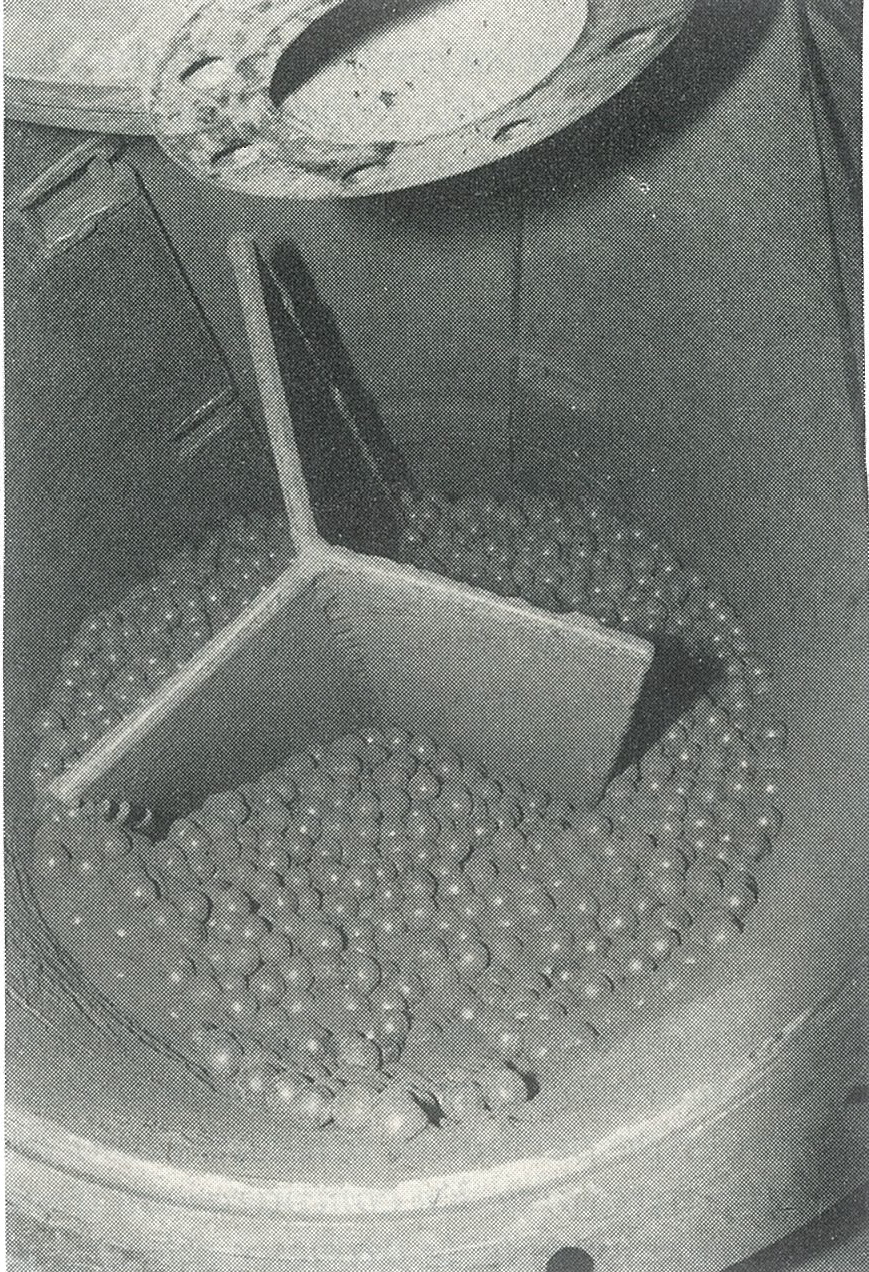
Drehkammer-Schwingmühle Mahlrohrdurchmesser D = 650 mm mit Kugeln ø 25 mm

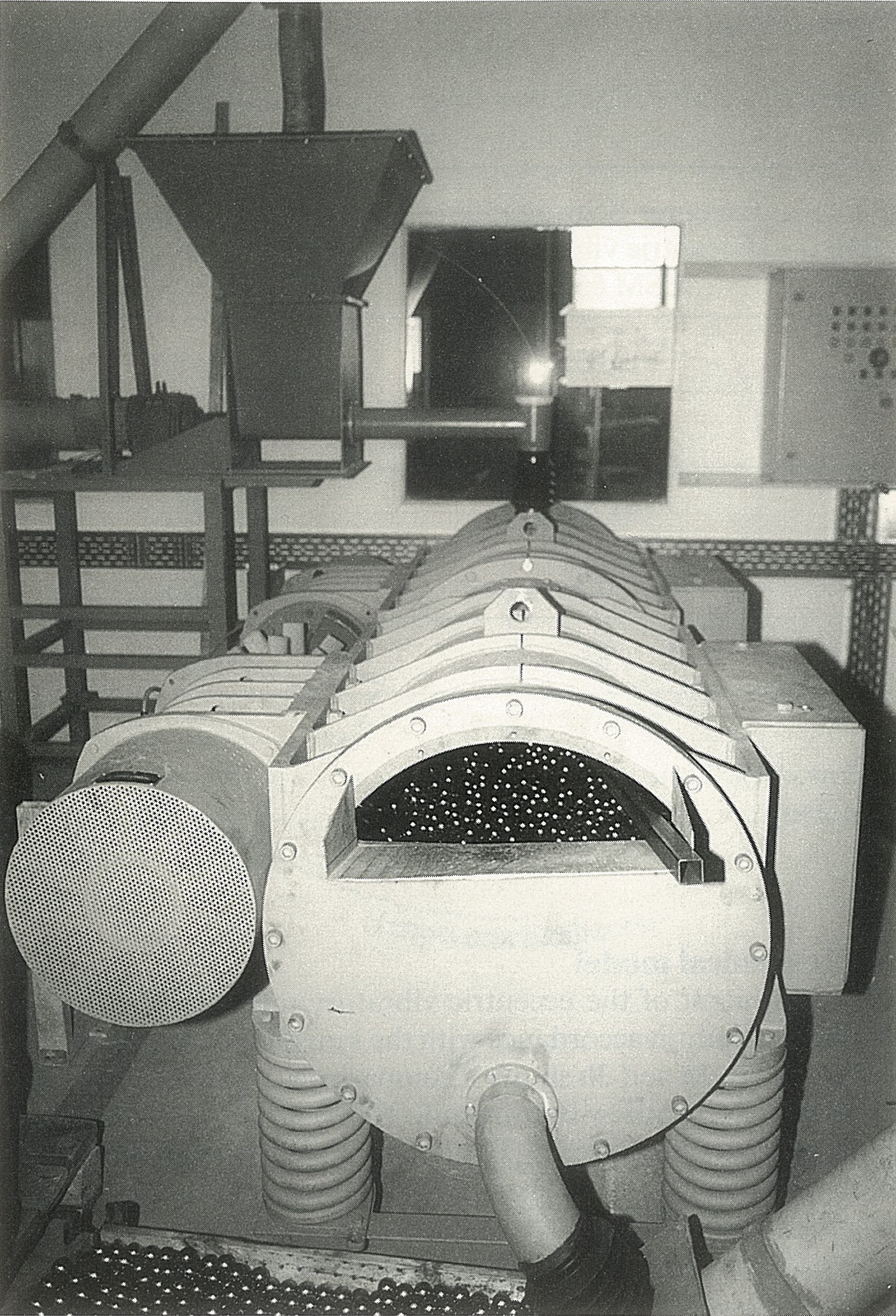
Exzenter-Schwingmühle ESM 656-2ks

Schwingmühlen sind Zerkleinerungsmaschinen, die nach Klaus Schönert in Brecher für die Grob- und Mühlen für die Feinzerkleinerung unterteilt werden. Zu den letztgenannten zählt er die Mahlkörper-, Walzen-, Prall- und Schneidmühlen. Die Schwingmühlen gehören mit den Kugel-, Stab-, Autogen-, Planeten-, Zentrifugal- und Rührwerkmühlen zu den Mahlkörpermühlen, welche die bedeutendste Klasse der Mühlen im Sinne von Zerkleinerungsmaschinen darstellt. Eine Klassifizierung aus maschinentechnischer und konstruktiver Sicht gibt Karl Höffl, welcher die Mühlen mit Zerkleinerungswerkzeugen nach direkt und indirekt angetriebenen Zerkleinerungswerkzeugen einteilt. Schwingmühlen gehören demzufolge der letztgenannten Mühlengattung an.
Die Schwingmühle ist ein Zerkleinerungsaggregat im Bereich der Feinstmahlung, dessen elastisch gelagerter mit Mahlkörpern gefüllter Mahlbehälter über ein Wuchtmassensystem senkrecht zur Mahlbehälterachse zu Schwingungen erregt wird. Dabei wird das Mahlgut aufgrund der Relativgeschwindigkeiten zwischen der Mahlbehälterwand und dem Mahlkörperkollektiv einerseits und zwischen den Mahlkörpern andererseits zerkleinert. Auch mechanochemische Effekte lassen sich wegen der hohen Energiedichte im Mahlraum mit der Schwingmühle erzielen. In diesem Zusammenhang sind insbesondere die Arbeiten von Eberhard Gock zu nennen, der seit den 1970er Jahren an der TU Berlin und ab 1989 an der TU Clausthal auf dem Gebiet der chemischen Aufbereitung und der Umweltverfahrenstechnik erfolgreich arbeitete und die Schwingmahlung als wesentlicher Verfahrensschritt bei der Aufbereitung mineralischer Roh- und Reststoffe – insbesondere in der Sondermetallurgie – einsetzte.
Von der Trogschwingmühle zur Rohrschwingmühle.
Der Begriff „Schwingmühle“ taucht erstmals im Patent von S. Kießkalt und W. Meyer aus dem Jahre 1934 auf. das als Geburtsurkunde dieses Maschinentyps gilt. Die weitere Entwicklung führt über die diskontinuierlich arbeitende Trogschwingmühle zur kontinuierlich arbeitenden Muldenschwingmühle und schließlich in den 1950er Jahren zur Rohrschwingmühle, deren Konzept auf die führenden Ingenieure der Klöckner-Humboldt-Deutz AG Anlagenbau (1930–2001), Köln, Carl Mittag (1878–1961) und Hellmuth Weinrich (1903–1989), zurückgeht. Die Zweirohrschwingmühle sollte für etwas über vier Jahrzehnte die in der Industrie weitverbreitetste Bauart von Schwingmühlen sein.
Neben der Zweirohrschwingmühle kamen Ein-, Drei-, Vier- und Sechsrohrschwingmühlen zum Einsatz.
Mit der Forderung der Anwender von Schwingmühlen nach hohen Durchsätzen, engen Kornverteilungsspektren und geringerem spezifischen Energiebedarf wurden seit den 1970er Jahren in der technischen Entwicklung der Rohrschwingmühlen zwei Wege beschritten: Zum einen durch Erhöhung des Schwingkreisdurchmessers. und zum anderen durch Modifizierung der Mahlraumgeometrie mittels starrer und beweglicher Einbauten
Drehkammer-Schwingmühle
Von der Forschergruppe an der TU Berlin um Professor Eberhard Gock wurde mit der Drehkammer-Schwingmühle in den 1980er Jahren der zweite Weg beschritten. Hierzu wurde ein Schwingmühlen-Versuchsstand bestehend aus einer Dreirohrschwingmühle mit den entsprechenden Meßvorrichtungen aufgebaut (Bild 2).
Im Rahmen des vom Bundesministerium für Forschung und Technologie geförderten Forschungsvorhabens „Entwicklung der Drehkammer-Schwingmühle für den Industrieeinsatz“ (1986–1989) konnte durch Messungen an der Dreirohrschwingmühle und an Industrieschwingmühlen (Bild 3) gezeigt werden, dass die Drehkammer-Schwingmühle gegenüber der herkömmlichen Rohrschwingmühle folgende Vorteile besitzt:
- Senkung des spezifischen Energiebedarfs um 20 bis 40 %
- Durchsatzsteigerung um das 1,5- bis 2fache
- Erzeugung spritzkornfreier Mahlprodukte
- Erhöhung des Zerkleinerungsverhältnisses um den Faktor 5
- Kein Verstopfen bei zu großen Mahlgutmassen
- Gleichmäßiger Verschleiß der Mahlrohrpanzerung
- Einsatz von Mahlrohren mit Durchmessern D > 650 mm

Auf der Basis der Untersuchungen Kurrers zur inneren Kinematik und Kinetik von herkömmlichen Rohrschwingmühlen, gelang es, auch die innere Kinematik und Kinetik der Drehkammer-Schwingmühle zu beschreiben eine physikalisch begründete Leistungsbilanz für beide Mühlentypen aufzustellen und durch ein maschinendynamisches Simulationsmodell abzusichern
Exzenter-Schwingmühle
Mit den genannten Modellen wurde dann 1989 das Verhalten einer neu entworfenen Einrohrschwingmühle simuliert und die über acht Jahre gesammelten Erkenntnisse über Rohrschwingmühlen 1992 publiziert. Danach wurde die Einrohrschwingmühle im Rahmen eines Gemeinschaftsprojektes des Instituts für Aufbereitung und Deponietechnik der TU Clausthal und der Siebtechnik GmbH zur Exzenter-Schwingmühle (Bild 4) weiterentwickelt
Bei der Exzenter-Schwingmühle erfolgt die Schwingungserregung einseitig durch einen unmittelbar am Mahlrohr angeflanschten Unwuchtantrieb. Im Gegensatz zu den homogenen Kreisschwingungen herkömmlicher Schwingmühlen führt die Exzenter-Schwingmühle Ellipsen-, Kreis- und Linearschwingungen aus Mit dieser Mühle gelingt es, den spezifischen Energiebedarf für Schwingmühlen um ca. 50 % zu senken und den Durchsatz um den Faktor 2 zu steigern. Seit Ende der 1990er Jahre fand die Exzenter-Schwingmühle Eingang in die industrielle Aufbereitung von Roh- und Reststoffen und trägt damit zur rationellen Energieverwendung in der Industrie sowie zur Verbesserung der Mahlproduktqualität bei.